# Ałyje Parusa
Ałyje Parusa (ros. Алые Паруса), także Aliye Parusa – kompleks wieżowców o charakterze mieszkalnym  w stolicy Rosji, Moskwie, położony przy ulicy Awiacyonnej 77–79 (ros. Авиационная улица), nad brzegiem rzeki Moskwy, w północno–zachodnim okręgu administracyjnym Moskwy.
Kompleks składa się z 4 budynków, z których najwyższy mierzy około 176 metrów wysokości, posiada 48 kondygnacji nadziemnych i 2 podziemne. Dwa budynki wznoszą się na wysokość 122 metrów i posiadają 31 kondygnacji, najniższy z budynków posiada 28 kondygnacji, a jego wysokość całkowita nie jest do końca ustalona.
Inwestorem budynku był jeden z największych deweloperów w Rosji, spółka Don-Stroj.